# Eurycyde longisetosa
Eurycyde longisetosa är en havsspindelart som beskrevs av Hilton, W.A. 1942. Eurycyde longisetosa ingår i släktet Eurycyde och familjen Ammotheidae. Inga underarter finns listade i Catalogue of Life.